# Palminerve
Palminerve ou palminervé signifie dans le domaine de la botanique, et plus précisément dans celui de la description des feuilles de végétaux,  « nervation palmée » ; la feuille et ses nervures se subdivisent de cette manière, avec des lobes divergents rappelant une main ouverte ou une patte d'oie.

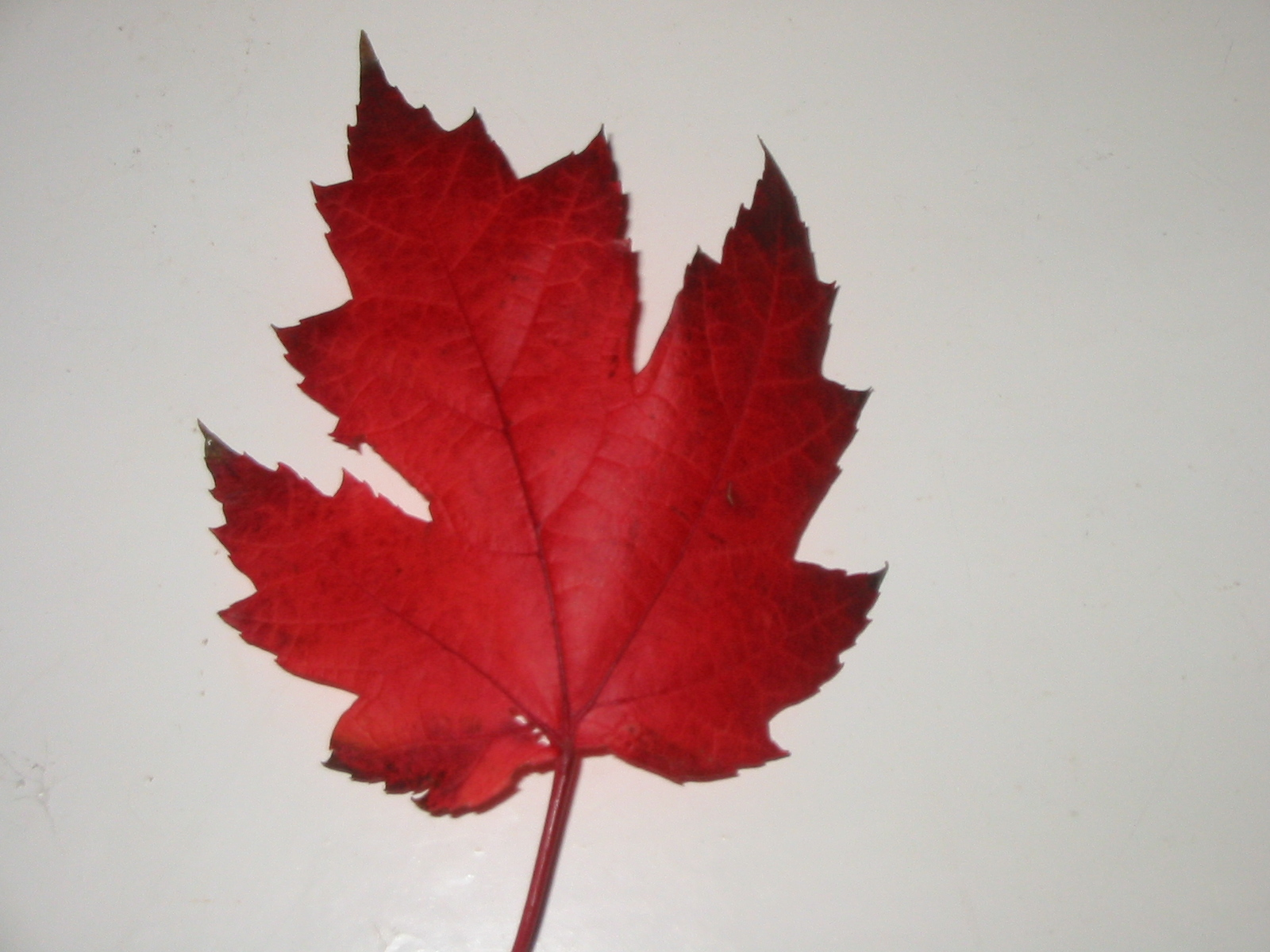
Une feuille d'érable

## Exemple
- feuilles d'érables.